# 와이지-원
와이지-원(YG-1 Co. Ltd.)는 대한민국의 공구제조기업이다. 본사는 인천광역시 연수구 송도과학로16번길 13-40 -에 위치해 있으며 대표이사는 송호근이다.
2024년 IMC Benelux B.V를 대상으로 약 195억원 규모의 운영자금 확보를 위한 제3자 배정 방식 유상증자 실시하였다.
워런 버핏의 버크셔 해서웨이가 소유한 절삭가공 그룹 IMC이 2대 주주이다

## 같이 보기
- 대구텍

## 참고문헌
1. ↑  와이지-원, 195억원 규모 유상증자 결정, 이데일리, 2024년 1월 5일
2. ↑  버크셔 해서웨이가 소유한 IMC, 와이지-원 2대주주로, 조선비즈, 2024년 1월 8일